# Luigi Chinetti
Luigi Chinetti (Jerago con Orago, 17 luglio 1901 – Greenwich, 17 agosto 1994) è stato un pilota automobilistico, imprenditore e dirigente sportivo italiano con cittadinanza statunitense.

## Biografia
Nato a Jerago con Orago, non lontano da Varese, iniziò a lavorare come meccanico all'Alfa Romeo nel 1917. Nel primo dopoguerra si fece notare per la sua abilità nel mettere a punto e collaudare le automobili da competizione, lavorando stabilmente nel reparto corse, dove conobbe Enzo Ferrari e Antonio Ascari, del quale fu meccanico e co-pilota.
Era al seguito di Ascari nel Gran Premio di Francia del 1925, sul circuito di Montlhéry, quando il pilota veronese perse la vita in un incidente di gara. Decise di accettare l'offerta dell'Alfa Romeo di occuparsi in Francia delle vendite di automobili da corsa ai gentleman-driver d'oltralpe e di gestire, come Enzo Ferrari in Italia, una squadra corse monomarca, che venne fondata con il nome di "Scuderia Chinetti".
Durante il periodo parigino iniziò la sua carriera di pilota. Guidando un'Alfa Romeo 8C insieme al co-pilota Raymond Sommer, Chinetti vinse nel 1932 la sua prima 24 Ore di Le Mans. L'anno seguente si aggiudicò la 24 Ore di Spa insieme a Louis Chiron. Nel 1934, con il co-pilota Philippe Étancelin, conquistò la sua seconda 24 Ore di Le Mans sempre a bordo di un'Alfa Romeo 8C.
Quando in Europa scoppiò la seconda guerra mondiale, si trasferì negli Stati Uniti d'America. Qui, durante il conflitto, lavorò per Alfred Momo, un importatore, venditore e meccanico di automobili. Nel 1946 Chinetti ottenne la cittadinanza statunitense.
Dopo la pausa dovuta al conflitto, tornarono ad essere organizzate le competizioni automobilistiche. Alla 24 Ore di Le Mans del 1949, Chinetti portò alla vittoria una Ferrari 166 MM insieme al co-pilota Peter Mitchell-Thomson, diventando il primo corridore della storia a conquistare tre edizioni della celebre corsa francese. Durante la gara, Chinetti guidò la 166 MM per 23 ore. Fu la prima vettura Ferrari ad imporsi in questa corsa. 
Nello stesso anno Chinetti conquistò la sua seconda 24 Ore di Spa insieme a Jean Lucas, sempre a bordo di una 166 MM. Nel 1951, si aggiudicò, come co-pilota Piero Taruffi, la Carrera Panamericana su una Ferrari 212 Inter Vignale.
Nel 1953 pose fine alla sua carriera automobilistica e diventò l'importatore ufficiale delle autovetture Ferrari in Nord America, privilegio che conservò per qualche decennio. Chinetti aprì il primo, ed all'epoca unico, concessionario Ferrari degli Stati Uniti, a marchio "Luigi Chinetti Motors". Più tardi l'area di pertinenza diventò il territorio ad est del Mississippi, che corrispondeva a circa metà del paese. La prima Ferrari venduta da Chinetti fu un modello da competizione ceduto a Briggs Cunningham.  
Questo suo primo concessionario ha superato i settant'anni di attività ed è ubicato a Greenwich, nel Connecticut; è stato successivamente ceduto alla “Miller Motorcars” e si occupa della vendita di vetture Ferrari e Maserati.
Nel 1958 Chinetti fondò la NART, una scuderia automobilistica che fu attiva fino al 1982. Anche in questa attività il legame con la Ferrari fu rilevante, visto che la scuderia utilizzava vetture della casa del “cavallino rampante”, così da assolvere la funzione di veicolo promozionale per agevolare la penetrazione delle macchine italiane sul mercato americano. Grazie ad esse la NART si aggiudicò diverse gare, tra cui spiccò la 24 Ore di Le Mans del 1965, conquistata dalla coppia Jochen Rindt e Masten Gregory su una Ferrari 250 LM.
Luigi Chinetti trascorse i suoi ultimi anni di vita a Greenwich, dove morì nel 1994 all'età di 93 anni.

## Risultati

### Risultati nel Campionato europeo di automobilismo
| 1939    | Scuderia        | Vettura             | BEL | FRA | GER | SVI | Punti | Posizione |
| ------- | --------------- | ------------------- | --- | --- | --- | --- | ----- | --------- |
| 1939    | Christian Kautz | Alfa Romeo Tipo 308 |     | 8   |     |     | 28    | 18º       |
| Legenda |                 |                     |     |     |     |     |       |           |

### Risultati nella 24 Ore di Le Mans
| Anno | Classe | N° | Gomme | Vettura                                        | Squadra                           | Co-piloti                     | Giri | Pos. Assol. | Pos. di Classe |
| ---- | ------ | -- | ----- | ---------------------------------------------- | --------------------------------- | ----------------------------- | ---- | ----------- | -------------- |
| 1932 | 5.0    | 8  | E     | Alfa Romeo 8C 2300 LM Alfa Romeo 2.3L S8       | Raymond Sommer                    | Raymond Sommer                | 218  | 1º          | 1º             |
| 1933 | 3.0    | 8  | D     | Alfa Romeo 8C 2300 MM-LM Alfa Romeo 2.3L S8    | Soc. An. Alfa Romeo               | Philippe "Varent" di Gunsburg | 233  | 2º          | 2º             |
| 1934 | 3.0    | 9  | E     | Alfa Romeo 8C 2300 Alfa Romeo 2.3L S8          | Luigi Chinetti Philippe Étancelin | Philippe Étancelin            | 213  | 1º          | 1º             |
| 1935 | 3.0    | 11 | D     | Alfa Romeo 8C 2300 Alfa Romeo 2.3L S8          | Luigi Chinetti                    | Jacques Gastaud               | 116  | DNF         | DNF            |
| 1937 | 5.0    | 21 | D     | Talbot-Lago T150C Talbot 4.0L I6               | Luigi Chinetti                    | Louis Chiron                  | 7    | DNF         | DNF            |
| 1938 | 5.0    | 3  | D     | Talbot-Lago T26 Talbot 4.5L I6                 | Luigi Chinetti                    | Philippe Étancelin            | 66   | DNF         | DNF            |
| 1939 | 5.0    | 3  | D     | Talbot-Lago T26 Talbot 4.5L I6                 | Luigi Chinetti                    | Donald Mathieson              | 154  | DNF         | DNF            |
| 1949 | S 2.0  | 22 | E     | Ferrari 166 MM Ferrari 2.0L V12                | Lord Selsdon                      | Peter Mitchell-Thomson        | 235  | 1º          | 1º             |
| 1950 | S 3.0  | 24 | E     | Ferrari 195 S Barchetta Ferrari 2.3L V12       | Luigi Chinetti                    | Pierre-Louis "Heldé" Dreyfus  | 121  | DNF         | DNF            |
| 1951 | S 5.0  | 15 | D     | Ferrari 340 America Barchetta Ferrari 4.1L V12 | Luigi Chinetti                    | Jean Lucas                    | 246  | 8º          | 5º             |
| 1952 | S 5.0  | 12 | D     | Ferrari 340 America B Ferrari 4.1L V12         | Luigi Chinetti                    | Jean Lucas                    | 250  | DSQ         | DSQ            |
| 1953 | S 5.0  | 16 | P     | Ferrari 340MM Vignale S Ferrari 4.1L V12       | Luigi Chinetti                    | Tom Cole Jr.                  | 175  | DNF         | DNF            |

### Risultati nella Mille Miglia
| Anno    | Scuderia             | Costruttore | Vettura      | Numero | Categoria | Classe | Co-Pilota     | Risultato di classe | Risultato assoluto |
| ------- | -------------------- | ----------- | ------------ | ------ | --------- | ------ | ------------- | ------------------- | ------------------ |
| 1940    | Écurie Walter Watney | Delage      | Delage D6-3L | 77     | ?         | 3.0    | Piero Taruffi | Rit                 | Rit                |
| Legenda |                      |             |              |        |           |        |               |                     |                    |